# Utsukushiki tennen
Utsukushiki tennen è un film del 2005 diretto da Takushi Tsubokawa.

## Riconoscimenti
- Miglior film al Torino Film Festival